# Игольчатый лед

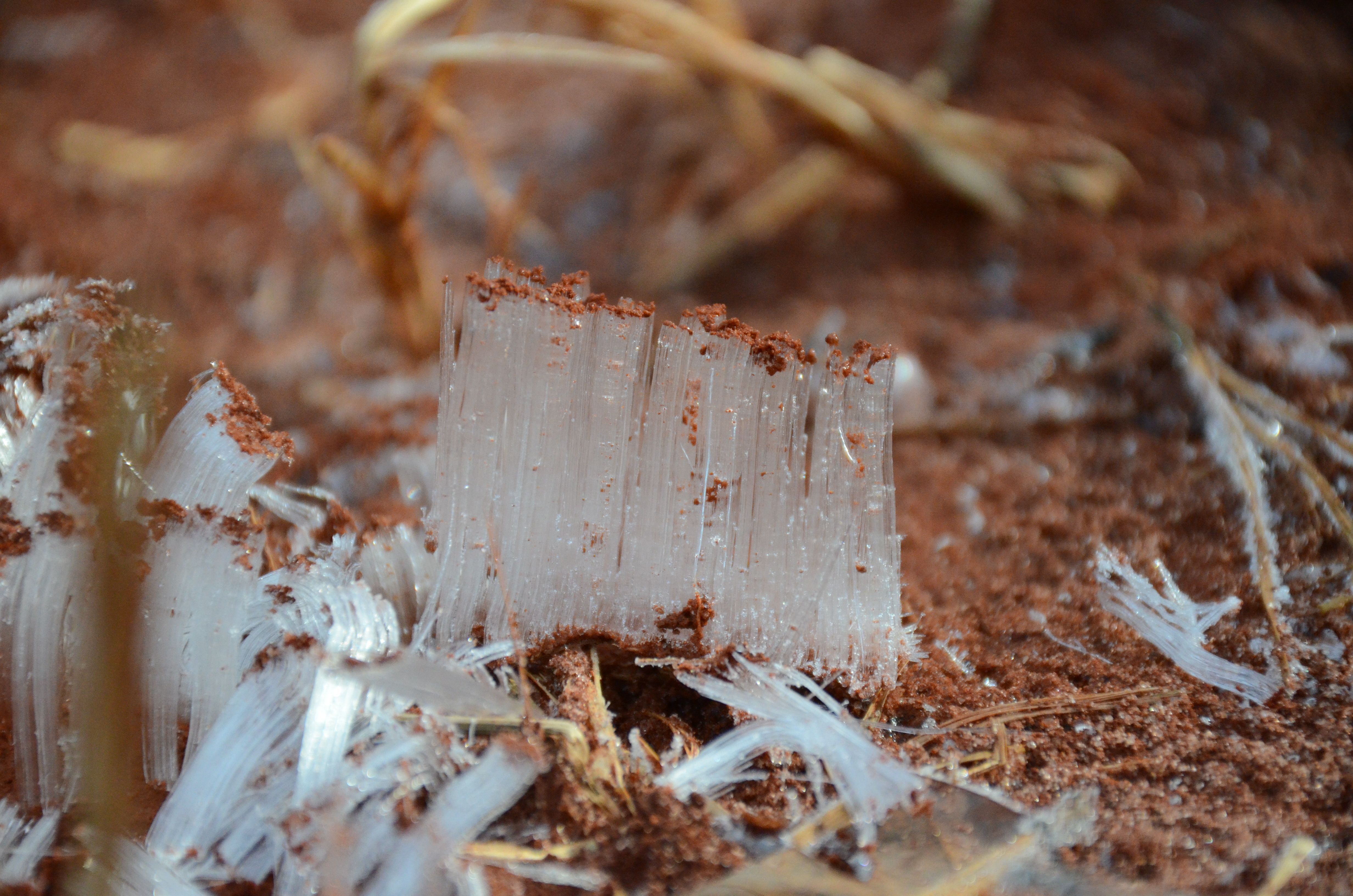
Игольчатый лед, образующийся в куче красной глины

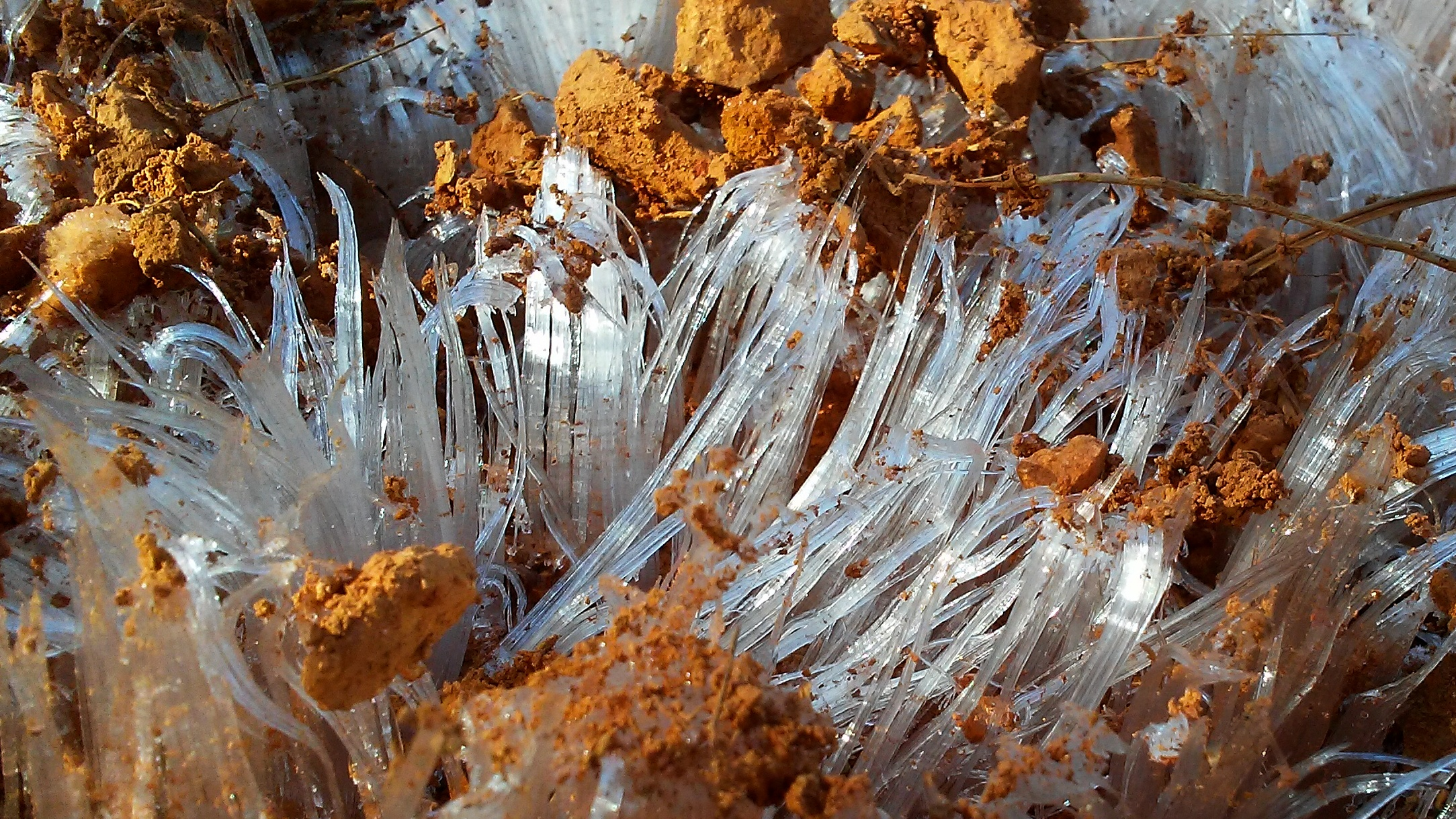
Игольчатый лед состоит из отдельных нитей

Игольчатый лед — лёд в форме тонких игл, образованный выступающей из субстрата водой. Образуется в случае если температура грунта выше 0 °C (32 °F), а температура воздуха на поверхности — ниже. Жидкая подземная вода поднимается на поверхность за счет капиллярности, замерзает и образует ледяные иголки. На Байкале игольчатый лёд образуется наоборот: иголки растут вглубь. Вода под льдинами более холодная из-за большой толщи льда, а сверху солнце подтапливает поверхность льда. Воде некуда деваться и она, нагретая солнцем, миллиметр за миллиметром начинает протачивать себе путь вниз, как бы растворяясь в ледяном поле и формируя эти самые триллионы иголок. Наличие игольчатого льда — одно из условий проявления таких склоновых процессов, как криогенный крип, или десерпция, и формирования различных видов криоструктурного микрорельефа (каменных многоугольников, колец, полос и др.).
Игольчатый лед образуется на влажных глинистых почвах при температуре, постепенно переходящей через нулевую отметку. По тонким волосяным трещинам грунтовая вода поднимается вопреки силе тяжести (капиллярный эффект) и питает растущие ледяные кристаллы.
Ледяные иглы обычно имеют длину несколько сантиметров. Во время роста они могут поднимать или отталкивать мелкие частицы почвы. На наклонных поверхностях игольчатый лед может быть фактором, способствующим сползанию почвы.
Альтернативные названия игольчатого льда: «морозные столбы» («Säuleneis» на немецком языке), «морозный столб», «Kammeis» (немецкий термин, означающий «гребенчатый лед»), «Stängeleis» (еще одно немецкое название стеблеподобного льда), «шимобашира» (霜柱, японский термин, означающий ледяные столбы), «пипкраке» (от шведского пипа (трубка) и краке (слабый, тонкий), введенный в 1907 году Хенриком Хессельманом).

## Формирование
Для образования игольчатого льда необходим процесс сегрегации льда, который происходит только в пористой среде, когда переохлаждённая вода вмерзает в существующий лёд, отрастая от границы раздела лед/вода. Когда вода пропитывает лед, он разделяется на отдельные куски льда в виде линз, лент, иголок, слоёв или нитей льда.
Игольчатый лёд обычно встречается вдоль берегов ручьёв или почвенных террас. Его также можно обнаружить по щелям вокруг камней и другим участкам узорчатого грунта. Места, где грунт глубже, могут повлиять на рост льда. Чем глубже грунт, тем большее содержание воды позволяет льду расти. Игольчатый лед может образоваться везде, где подземные воды подвергаются воздействию открытого (промерзающего) воздуха.
Игольчатый лед наиболее устойчив в грунтах с высоким содержанием ила и органических веществ. Состоит из групп узких ледяных осколков длиной до нескольких сантиметров. Самый большой зарегистрированный игольчатый лед в грунте был 10 см в длину.

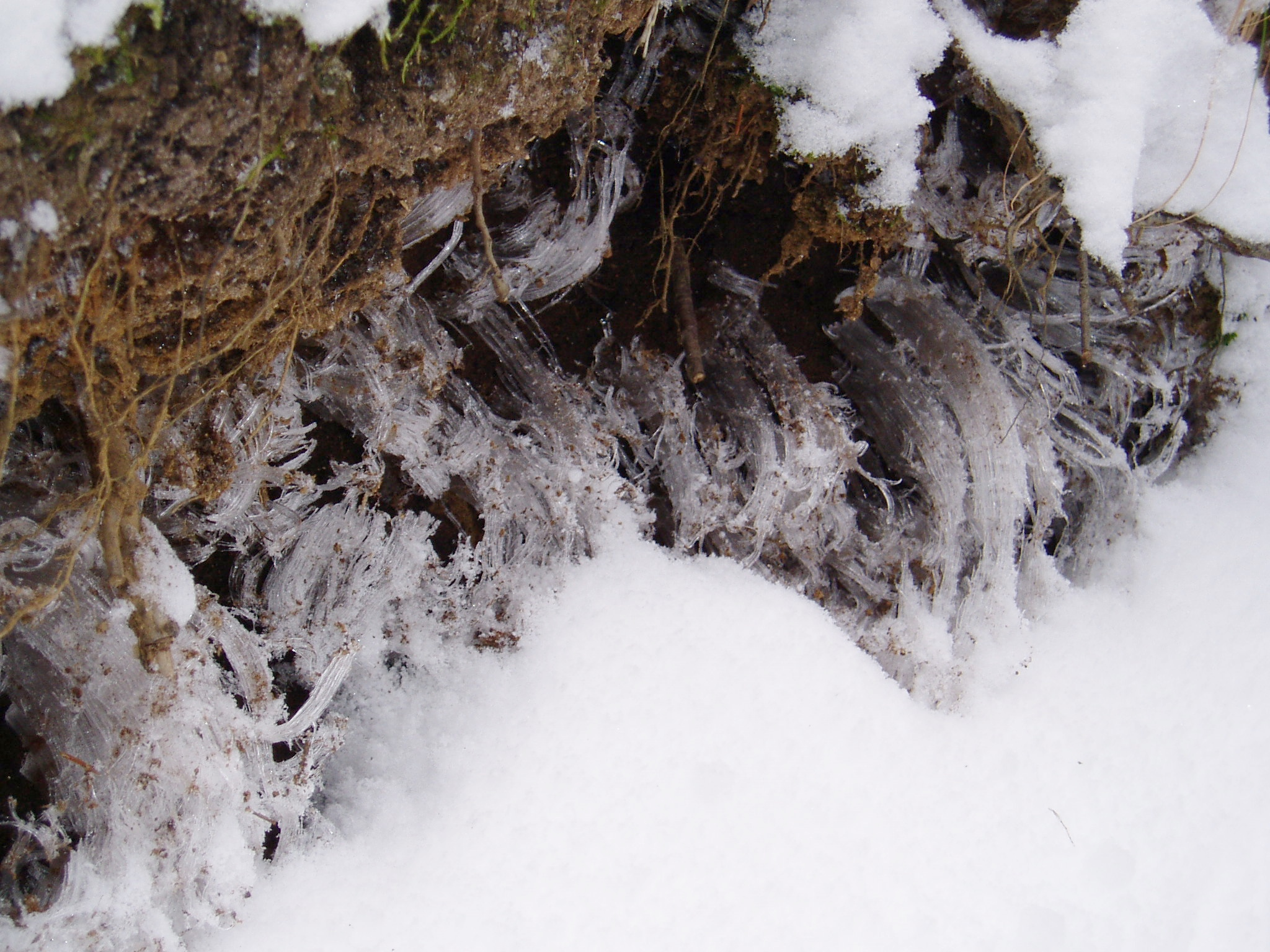
Иногда игольчатый лед может искривляться или скручиваться.

Игольчатый лёд медленно растёт из влажной и водопроницаемой почвы и постепенно тает на солнце. Он может различаться по внешнему виду, но всегда показывает постоянный рост льда перпендикулярно поверхности земли. Игольчатый лед выглядит как ряд нитевидных кристаллов и имеет прямую или изогнутую форму. Обычно он формируется в утренние часы, когда температура опускается ниже точки замерзания (0 °С).

## Воздействие на окружающую среду
Появление игольчатого льда было признано геоморфическим фактором нарушения почвы. Явления игольчатого льда играют особенно важную роль в Валиковых полигонах в перигляциальной среде. Рост игольчатого льда поднимает отслоившуюся мёрзлую корку почвы поверх слоя льда. При таянии корки и льда поверхность почвы оседает неравномерно. Это явление связано с эрозией, особенно на берегах рек.
Игольчатый лед имеет тенденцию перемещать камни в почве вверх к поверхности и смещать камни на поверхности в близлежащие углубления. Впадины, вызванные активностью игольчатого льда, известны как сковороды с игольчатым льдом, а комки, вызванные игольчатым льдом, известны как «шишки».

### Рост растений
Игольчатый лёд влияет на рост растений. Всходы часто выбрасываются им на поверхность. Когда земля укрепляет стебли и корни саженца, они захватываются почвой, а затем образование игольчатого льда выталкивает их вверх и из земли. Когда игольчатый лед тает, сеянцы неправильно приживаются обратно в землю, что приводит к их гибели. Даже если сеянцы опрокинуты игольчатым льдом лишь частично, они все равно могут погибнуть из-за усыхания корней.